# Liste der gefallenen Adeligen auf Habsburger Seite in der Schlacht bei Sempach/K

## K
| Geschlecht                                     | Vorname(n)                                                       | Einheitsname                    | Stammsitz                               | abweichende Schreibweisen                                                  | Quelle(n) | Anmerkungen | Wappen |
| ---------------------------------------------- | ---------------------------------------------------------------- | ------------------------------- | --------------------------------------- | -------------------------------------------------------------------------- | --- | --- | ------ |
| Kageneck                                       | Diepolt                                                          | Diepolt von Kageneck            | Straßburg                               | Kagenegg                                                                   | • Thurgauer Chronik • Conrad Schnitt: Wappenbuch der Baslerischen Geschlechter, 1530 • Aegidius Tschudi: Chronicon Helveticum | "einer von Kagenegg von Straßburg" |        |
| Kageneck                                       | Hans                                                             | Hans von Kageneck               | Straßburg                               |                                                                            | Eydgnössisch-schweytzerischer Regiments Ehren-Spiegel | einzige Nennung |        |
| Kageneck                                       | Jörg                                                             | Jörg von Kageneck               | Straßburg                               | Kagenneckh                                                                 | Oesterreichische Verlustliste, 1488 | "von Straspurgkh " einzige Nennung |        |
| Kalwyler                                       | Peter                                                            | Peter von Kalwyler              | Elsass                                  |                                                                            | Anonyme österreichische Chronik in Stuttgart, Handschrift 16. Jh. | "vom Elsäs"; einzige Nennung |        |
| Kall                                           | Heinrich; Hainricus; Hainrich; Henricus                          | Heinrich Kall                   | Tirol?                                  | Kal; Käll; Käls; Kele; Kell; Keller, Kelli; Kethle; Kol; Köln              | • Anonyme österreichische Chronik in Stuttgart, Handschrift 16. Jh. • Eydgnössisch-schweytzerischer Regiments Ehren-Spiegel • Conrad Schnitt: Wappenbuch der Baslerischen Geschlechter, 1530 • Oesterreichische Chronik des Veit Arenpeck, 1488–1495 • Oesterreichische Verlustliste, 1488 • Chronik des Benedictinerkosters Kremsmünster in Österreich • Zusätze zu Petermann Etterlins Chronik, 1531–1545 • Thurgauer Chronik; Chronik des Benedictinerstiftes Zwettel in Österreich • Chronik des Nicolaus Stulmann, 1407 • Oesterreichische Verlustliste, ca. 1484 • Breisgauische Liederhandschrift, 1445 • Jakob Twinger von Königshofen, Stiftsherr zu Straßburg • Liste des Christian Wurstisen, nach 1580 | "furt das paner von Tyrol"; "miles"; "uss der Etsch"; "hienach volgen alle die so mit hertzog Lüpolt von Osterrich for Sempach erschlagen …. Und zuo Küngsfelden begdraben ligen - item ist zuo wüssen, das disse herren allein in eineme kasten gen Küngssfelden kommen sind und sinne rät und dienner gewesen sindt: "; "ab der Etsch, fürt das paner von Tyrol"; "führt das panner von Tyroll" |        |
| Kastelneff; Kastelnot; Kastelnoth; Kastilnösse |                                                                  | siehe Castelnöf                 |                                         |                                                                            | | |        |
| Katzenelnbogen                                 | Friedrich                                                        | Friedrich von Katzenelnbogen    | Grafschaft Katzenelnbogen               |                                                                            | Schlachtkapelle Sempach | Diese Person taucht lediglich in der Schlachtkapelle Sempach auf. Vermutlich Mitglied des Löwenbundes |        |
| Keppenbach                                     | Hummel, Kech; Humbel; Humel; Hamel; Egg; Hammann, Humbodlus      | Hummel von Keppenbach           | Burg Keppenbach                         | Kappenbach; Kappfenberg; Kechenpach; Koppenbach; Köppenbach; Kapfenbach    | • Luzerner Chronik von Melchior Russ, 1482 • Thurgauer Chronik • Oesterreichische Verlustliste, 1488 • Zusätze zu Petermann Etterlins Chronik, 1531–1545 • Oesterreichische Verlustliste, ca. 1484 • Breisgauische Liederhandschrift, 1445 • Conrad Schnitt: Wappenbuch der Baslerischen Geschlechter, 1530 • Chronik des Nicolaus Stulmann, 1407 • Klingenberg • Schlachtkapelle Sempach • Aegidius Tschudi: Chronicon Helveticum • Liste des Christian Wurstisen, nach 1580 | "von der Ritterschafft aus dem Preisgew " |        |
| Khem                                           | Hartman                                                          | Hartman von Khem                | Schwaben                                |                                                                            | Anonyme österreichische Chronik in Stuttgart, Handschrift 16. Jh. | einzige Nennung |        |
| Kiurdeschah???                                 | Hainrich                                                         | Hainrich von Kiurdeschah        |                                         |                                                                            | Chronik des Nicolaus Stulmann, 1407 | "et duo filii"; einzige Nennung. Wie der richtige Geschlechtsname sein könnte, ist leider nicht bekannt. |        |
| Kiurdeschah???                                 | unbekannt                                                        | unbekannt von Kiurdeschah       |                                         |                                                                            | Chronik des Nicolaus Stulmann, 1407 | "et duo filii"; einzige Nennung. Wie der richtige Geschlechtsname sein könnte, ist leider nicht bekannt. |        |
| Kiurdeschah???                                 | unbekannt                                                        | unbekannt von Kiurdeschah       |                                         |                                                                            | Chronik des Nicolaus Stulmann, 1407 | "et duo filii"; einzige Nennung. Wie der richtige Geschlechtsname sein könnte, ist leider nicht bekannt. |        |
| Klett                                          | Fridrich; Friderich; Bernhart                                    | Fridrich Klett                  | Straßburg                               | Clett; Glatt; Klerkh; Klette; Kletten; von Klätt                           | • Conrad Schnitt: Wappenbuch der Baslerischen Geschlechter, 1530 • Breisgauische Liederhandschrift, 1445 • Eydgnössisch-schweytzerischer Regiments Ehren-Spiegel • Thurgauer Chronik • Anonyme österreichische Chronik in Stuttgart, Handschrift 16. Jh. • Oesterreichische Verlustliste, ca. 1484 • Luzerner Chronik von Melchior Russ, 1482 • Aegidius Tschudi: Chronicon Helveticum • Liste des Christian Wurstisen, nach 1580 | "zwene". Ein Bernhart nennt lediglich Conrad Schnitt. Da ansonsten von Zweien aus dem Hause Klett berichtet wird, handelt es sich daher entweder um Fridrich oder um Huglin. |        |
| Klett                                          | Hüglin; Wilhelm; Haug; Hügli; Wilhalm; Huglinus; Henzelin; Hugly | Huglin Klett                    | Straßburg                               | Clett; Glar; Glatt; Glerr; Kleit; Klerkh; Klette; Kletten; Glär, von Klätt | • Breisgauische Liederhandschrift, 1445 • Thurgauer Chronik • Eydgnössisch-schweytzerischer Regiments Ehren-Spiegel • Oesterreichische Verlustliste, 1488 • Chronik des Nicolaus Stulmann, 1407 • Anonyme österreichische Chronik in Stuttgart, Handschrift 16. Jh. • Oesterreichische Verlustliste, ca. 1484 • Luzerner Chronik von Melchior Russ, 1482 • Conrad Schnitt: Wappenbuch der Baslerischen Geschlechter, 1530 • Zusätze zu Petermann Etterlins Chronik, 1531–1545 • Aegidius Tschudi: Chronicon Helveticum • Liste des Christian Wurstisen, nach 1580 | "zwene". Ein Bernhart nennt lediglich Conrad Schnitt. Da ansonsten von Zweien aus dem Hause Klett berichtet wird, handelt es sich daher entweder um Fridrich oder um Huglin. |        |
| Klingen                                        | Albrecht                                                         | Albrecht von Klingen            | Aargau                                  | Clingen; Clyngen;                                                          | Luzerner Chronik von Melchior Russ, 1482 | Mit Vornamen Albrecht einzige Nennung; "zwene Ritter von Clyngen" |        |
| Klingen                                        | Purgkhart                                                        | Burkhart von Klingen            | Aargau                                  | Clingen; Clyngen;                                                          | Oesterreichische Verlustliste, 1488 | Mit Vornamen Purgkhart einzige Nennung; "zwene Ritter von Clyngen"; "der Lang" |        |
| Klingen                                        | Cunratt; Coloman                                                 | Conrat von Klingen              | Aargau                                  | Clingen; Clyngen;                                                          | • Luzerner Chronik von Melchior Russ, 1482 • Eydgnössisch-schweytzerischer Regiments Ehren-Spiegel | |        |
| Klingen                                        | Heinrich                                                         | Heinrich von Klingen            | Aargau                                  | Clingen; Clyngen;                                                          | Eydgnössisch-schweytzerischer Regiments Ehren-Spiegel | Mit Vornamen Heinrich einzige Nennung; |        |
| Klingenstein                                   | Jost Truchses; Jost Trucksäss; Jost Trucksess                    | Jost Truchsess von Klingenstein | Burg Klingenstein?                      | Clingenstein                                                               | • Zusätze zu Petermann Etterlins Chronik, 1531–1545 • Erhard von Appenwiler, Kaplan in Basel, Fortsetzung der Sächsischen Weltchronik, 1439 • Conrad Schnitt: Wappenbuch der Baslerischen Geschlechter, 1530 • Liste des Christian Wurstisen, nach 1580 | |        |
| Königsheim                                     | Heinrich                                                         | Heinrich von Königsheim         | Burg Kintzheim                          |                                                                            | Eydgnössisch-schweytzerischer Regiments Ehren-Spiegel | wohl die mit den Herren von Endingen Stammes- und Wappenverwandten von Könsheim. |        |
| Königstein                                     | Ruman; Ronan; Rutmann; Roman; Ruonman; Rützmann; Romanus         | Ruman von Königstein            | Burg Königstein (Aargau)                | Kingstain; Kinigstein; Konigstein; Küngstein; Kungstein; Kunstein          | • Breisgauische Liederhandschrift, 1445 • Frankfurter Verlustlistge • Oesterreichische Verlustliste, 1488 • Eydgnössisch-schweytzerischer Regiments Ehren-Spiegel • Thurgauer Chronik • Anonyme österreichische Chronik in Stuttgart, Handschrift 16. Jh. • Zusätze zu Petermann Etterlins Chronik, 1531–1545 • Conrad Schnitt: Wappenbuch der Baslerischen Geschlechter, 1530 • Oesterreichische Verlustliste, ca. 1484 • Luzerner Chronik von Melchior Russ, 1482 • Liste des Christian Wurstisen, nach 1580 | |        |
| Kratten?                                       | Wolfgang                                                         | Wolfgang von Kratten            |                                         |                                                                            | Eydgnössisch-schweytzerischer Regiments Ehren-Spiegel | einzige Nennung |        |
| Krenkingen                                     | Hans                                                             | Hans von Krenkingen             | Tiengen/Klettgau                        | Kränckingen; Krenckinngen                                                  | • Zusätze zu Petermann Etterlins Chronik, 1531–1545 • Conrad Schnitt: Wappenbuch der Baslerischen Geschlechter, 1530 • Erhard von Appenwiler, Kaplan in Basel, Fortsetzung der Sächsischen Weltchronik, 1439 • Liste des Christian Wurstisen, nach 1580 | |        |
| Krenkingen                                     | Hug                                                              | Hug von Krenkingen              | Tiengen/Klettgau                        | Kränkingen                                                                 | Schlachtkapelle Sempach | ob auch Hug bei der Schlacht gefallen ist oder ob er lediglich sein Banner verlor ist nicht klar |        |
| Kronburg?                                      | unbekannt                                                        | unbekannt Kronburg              | Etsch                                   |                                                                            | Petermann Etterlin´s Chronik, Basel, 1507 | einzige Nennung |        |
| Kuchenmeister                                  |                                                                  | siehe von Rothenburg            |                                         |                                                                            | | |        |
| Kuechlin                                       | Egnolff; Egolff; Eglolfus; Egloff;                               | Egnolff Kuechlin                | Küchlinsburg (Waldkirch – Emmendingen)  | Kuchli; Küchli; Küechli; Küechlin; Kuochlin                                | • Oesterreichische Verlustliste, ca. 1484 • Thurgauer Chronik • Eydgnössisch-schweytzerischer Regiments Ehren-Spiegel • Chronik des Nicolaus Stulmann, 1407 • Anonyme österreichische Chronik in Stuttgart, Handschrift 16. Jh. • Conrad Schnitt: Wappenbuch der Baslerischen Geschlechter, 1530 • Breisgauische Liederhandschrift, 1445 • Liste des Christian Wurstisen, nach 1580 | |        |
| Kuechlin                                       | Haintzman; Hanns; Haintzmann; Heintz; Henricus; Henrich; Henntz  | Haintzman Kuechlin              | Küchlinsburg (Waldkirch – Emmendingen)  | Kuchli; Küchli; Küechli; Küechlin; Kuochlin                                | • Oesterreichische Verlustliste, 1488 • Oesterreichische Verlustliste, ca. 1484 • Thurgauer Chronik • Luzerner Chronik von Melchior Russ, 1482 • Zusätze zu Petermann Etterlins Chronik, 1531–1545 • Breisgauische Liederhandschrift, 1445 • Liste des Christian Wurstisen, nach 1580 • Frankfurter Verlustliste • Conrad Schnitt: Wappenbuch der Baslerischen Geschlechter, 1530 | "miles" |        |
| Küssenberg                                     | Georgius; Mor; Gmör; Mör; Maur;                                  | Gmör von Küssaberg              | Burg Gurtweil (zu Gurtwilre uf dem Hus) | Güssenberg; Koppenberg; Küssemberg; Kussenbergkh; Rissenberg; Kappenberg   | • Chronik des Nicolaus Stulmann, 1407Luzerner Chronik von Melchior Russ, 1482Oesterreichische Verlustliste, ca. 1484 • Anonyme österreichische Chronik in Stuttgart, Handschrift 16. Jh. • Oesterreichische Verlustliste, 1488 • Eydgnössisch-schweytzerischer Regiments Ehren-Spiegel • Aegidius Tschudi: Chronicon Helveticum • Liste des Christian Wurstisen, nach 1580 | "Dictus Mör" |        |
| Küssenberg                                     | Jost; Joss                                                       | Jost von Küssaberg              | Küssaburg?                              | Küssenburg                                                                 | • Zusätze zu Petermann Etterlins Chronik, 1531–1545 • Erhard von Appenwiler, Kaplan in Basel, Fortsetzung der Sächsischen Weltchronik, 1439 • Conrad Schnitt: Wappenbuch der Baslerischen Geschlechter, 1530 | |        |